# The Great Diamond Robbery
The Great Diamond Robbery is een Amerikaanse misdaadfilm uit 1954 onder regie van Robert Z. Leonard.

## Verhaal
Ambrose C. Park werd als kind achtergelaten in een park. Hij werkt intussen als assistent van een diamantslijper. Een advocaat wil via Park in het bezit komen van een diamant. Hij huurt drie oplichters in om zich voor te doen als de familie van Park. De oplichters slagen in hun opzet, maar een van hen krijgt gewetenswroeging.

## Rolverdeling
| Acteur           | Personage          |
| ---------------- | ------------------ |
| Red Skelton      | Ambrose C. Park    |
| Cara Williams    | Maggie Drumman     |
| James Whitmore   | Mijnheer Remlick   |
| Kurt Kasznar     | Louie              |
| Dorothy Stickney | Emily Drumman      |
| George Mathews   | Duke Fargoh        |
| Reginald Owen    | Bainbridge Gibbons |
| Harry Bellaver   | Herb               |
| Connie Gilchrist | Blondine           |
| Steven Geray     | Van Goosen         |
| Sig Arno         | Mijnheer Sahutsky  |